# Maxime Hamou
Maxime Hamou (8 de junio de 1995, Nimes, Francia) es un tenista profesional francés.
Hamou ha alcanzado el ranking 8 en júnior en 2013.
Hamou hizo su debut en el circuito profesional en 2015 Open de Nice Côte d'Azur. Debutó en Grand Slam en el Roland Garros 2015 donde recibió un wildcard para el torneo de sencillos.
Fue expulsado de la edición 2017 de Roland Garros por acosar a la periodista Maly Thomas mientras realizaba una entrevista en directo para Eurosport.